# Vidre calcogenur
El vidre calcogenur és un vidre que conté un o més calcògens (sofre, seleni i tel·luri, però excloent l'oxigen). Fins fa poc, es creia que els vidres de calcogenur (ChG) eren materials predominantment enllaçats de manera covalent i es classificaven com a sòlids de xarxa covalent. Un estudi universitari més recent i extremadament exhaustiu de més de 265 composicions elementals de ChG diferents, que representen 40 famílies elementals diferents, ara mostra que la gran majoria dels gots de calcogenur es defineixen amb més precisió com a units predominantment per les forces més febles de la física atòmica i de Van der Waals. classificats amb més precisió com a sòlids de xarxa de van der Waals. No estan units exclusivament per aquestes forces vdW més febles i presenten percentatges variables de covalència, segons la seva composició química específica. El poloni també és un calcogen però no s'utilitza a causa de la seva forta radioactivitat. Els materials de calcogenur es comporten de manera força diferent dels òxids, en particular, els seus buits de banda inferior contribueixen a propietats òptiques i elèctriques molt diferents.
Els vidres de calcogenur clàssics (principalment els basats en sofre com As-S o Ge-S) són forts formadors de vidre i tenen vidres dins de grans regions de concentració. Les capacitats de formació de vidre disminueixen amb l'augment del pes molar dels elements constitutius; és a dir, S > Se > Te.
Els compostos de calcogenur com AgInSbTe i GeSbTe s'utilitzen en discs òptics reescrivibles i dispositius de memòria de canvi de fase. Són formadors de vidre fràgils: mitjançant el control de l'escalfament i el recuit (refrigeració), es poden canviar entre un estat amorf (vidrós) i un estat cristal·lí, canviant així les seves propietats òptiques i elèctriques i permetent l'emmagatzematge d'informació.

## Química
Els vidres de calcogenur binaris més estables són compostos d'un calcogen i un element del grup 14 o 15 i es poden formar en una àmplia gamma de proporcions atòmiques. També es coneixen les ulleres ternaris.
No totes les composicions de calcogenur existeixen en forma vidriada, tot i que és possible trobar materials amb els quals es poden aliar aquestes composicions que no formen vidre per formar un vidre. Un exemple d'això són els vidres a base de sulfur de gal·li. El sulfur de gal·li (III) per si sol no és un formador de vidre conegut; tanmateix, amb sulfurs de sodi o de lantà forma un vidre, sulfur de gal·li lantà (GLS).

## Aplicacions

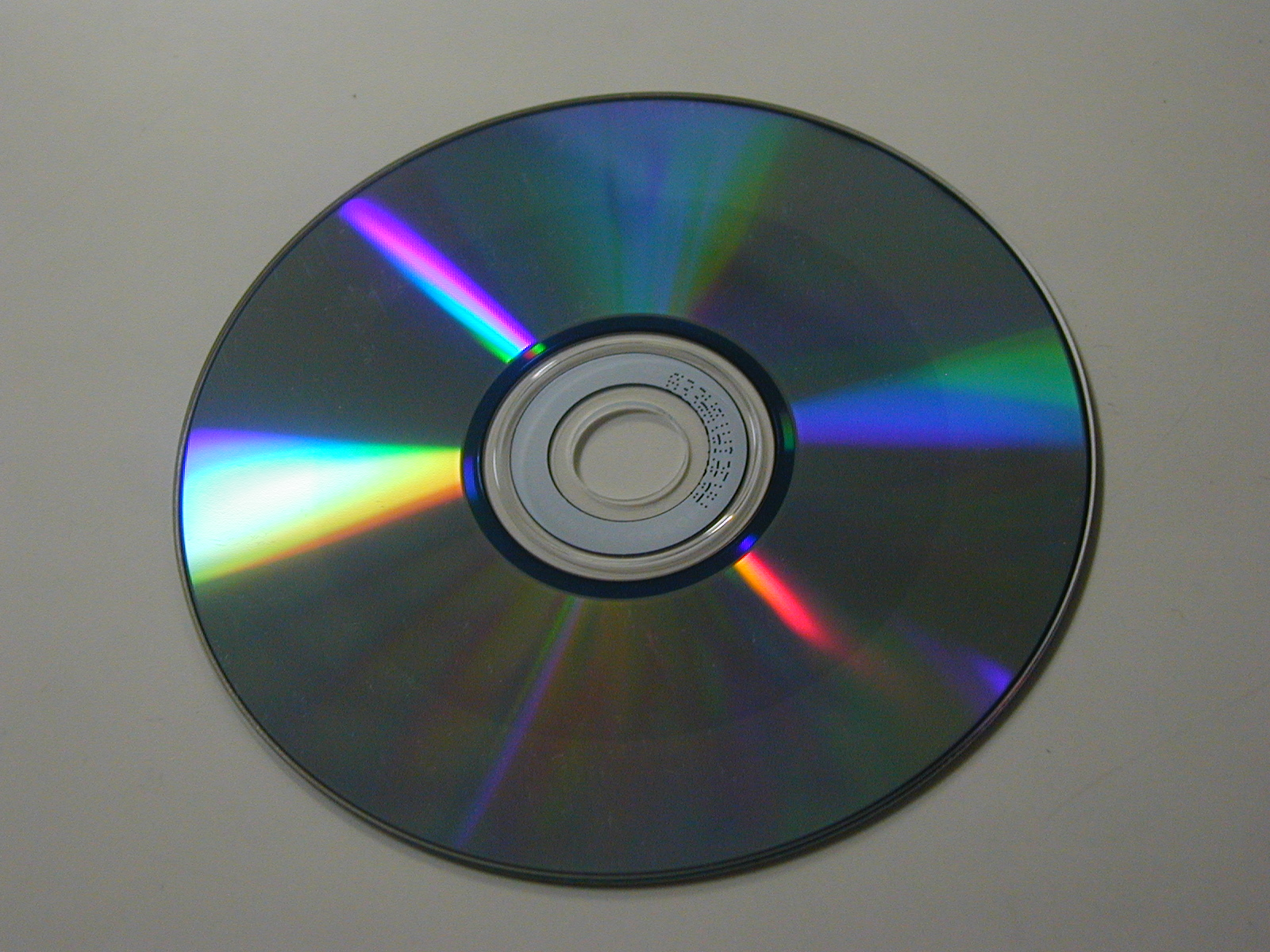
Un CD-RW (CD). Els materials de calcogenur amorf formen la base de la tecnologia de memòria d'estat sòlid de CD i DVD reescrivibles.

Els usos inclouen detectors d'infrarojos, òptiques infraroges modelables com lents i fibres òptiques infraroges, amb l'avantatge principal que aquests materials transmeten a través d'una àmplia gamma de l'espectre electromagnètic infraroig.
Les propietats físiques dels vidres de calcogenur (alt índex de refracció, baixa energia fonònica, alta no linealitat) també els fan ideals per incorporar-los a làsers, òptiques planes, circuits integrats fotònics i altres dispositius actius, especialment si estan dopats amb ions d'elements de terres rares. Alguns vidres de calcogenur presenten diversos efectes òptics no lineals com ara la refracció induïda per fotons, i la modificació de la permitivitat induïda per electrons
Alguns materials de calcogenur experimenten canvis de fase amorf a cristal·lí impulsats tèrmicament. Això els fa útils per codificar informació binària en pel·lícules primes de calcogenurs i constitueixen la base de discos òptics reescrivibles i dispositius de memòria no volàtil com ara PRAM. Exemples d'aquests materials de canvi de fase són GeSbTe i AgInSbTe. En els discos òptics, la capa de canvi de fase s'acostuma a entreposar entre capes dielèctriques de ZnS - SiO
2, de vegades amb una capa de pel·lícula que promou la cristal·lització. Altres materials d'aquest tipus menys utilitzats són InSe, SbSe, SbTe, InSbSe, InSbTe, GeSbSe, GeSbTeSe i AgInSbSeTe.
A més de les aplicacions de memòria, el contrast de propietats mecàniques entre les fases amorfes i cristal·lines és un concepte emergent de sintonització de freqüència en sistemes nanoelectromecànics ressonants.

## Recerca
Les propietats semiconductores dels vidres de calcogenur van ser revelades el 1955 per BT Kolomiets i NA Gorunova de l'Institut Ioffe, URSS.
Tot i que les transicions estructurals electròniques rellevants tant per als discos òptics com per a la PC-RAM es van presentar amb força, no es van tenir en compte les contribucions dels ions, tot i que els calcogenurs amorfs poden tenir conductivitats iòniques significatives. A Euromat 2005 es va demostrar que el transport iònic també pot ser útil per a l'emmagatzematge de dades en un electròlit de calcogenur sòlid. A escala nanomètrica, aquest electròlit està format per illes metàl·liques cristal·lines de selenur de plata (Ag
2Se) dispersa en una matriu semiconductora amorfa de selenur de germani (Ge
2Se
3).